# Costin Curelea
Costin Curelea (Bucarest, 11 luglio 1984) è un allenatore di calcio ed ex calciatore rumeno, di ruolo attaccante, attuale commissario tecnico della nazionale Under-20 rumena.